# Cladodie

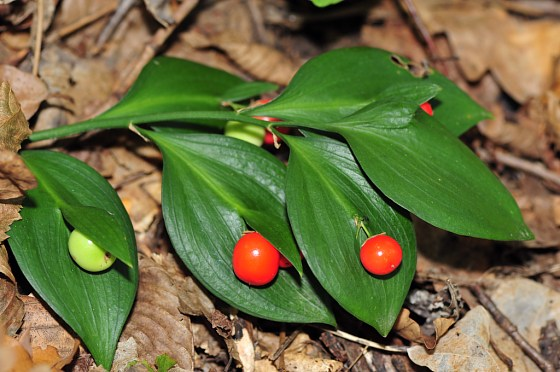
Ruscus hypoglossum met vruchten op de cladodiën.

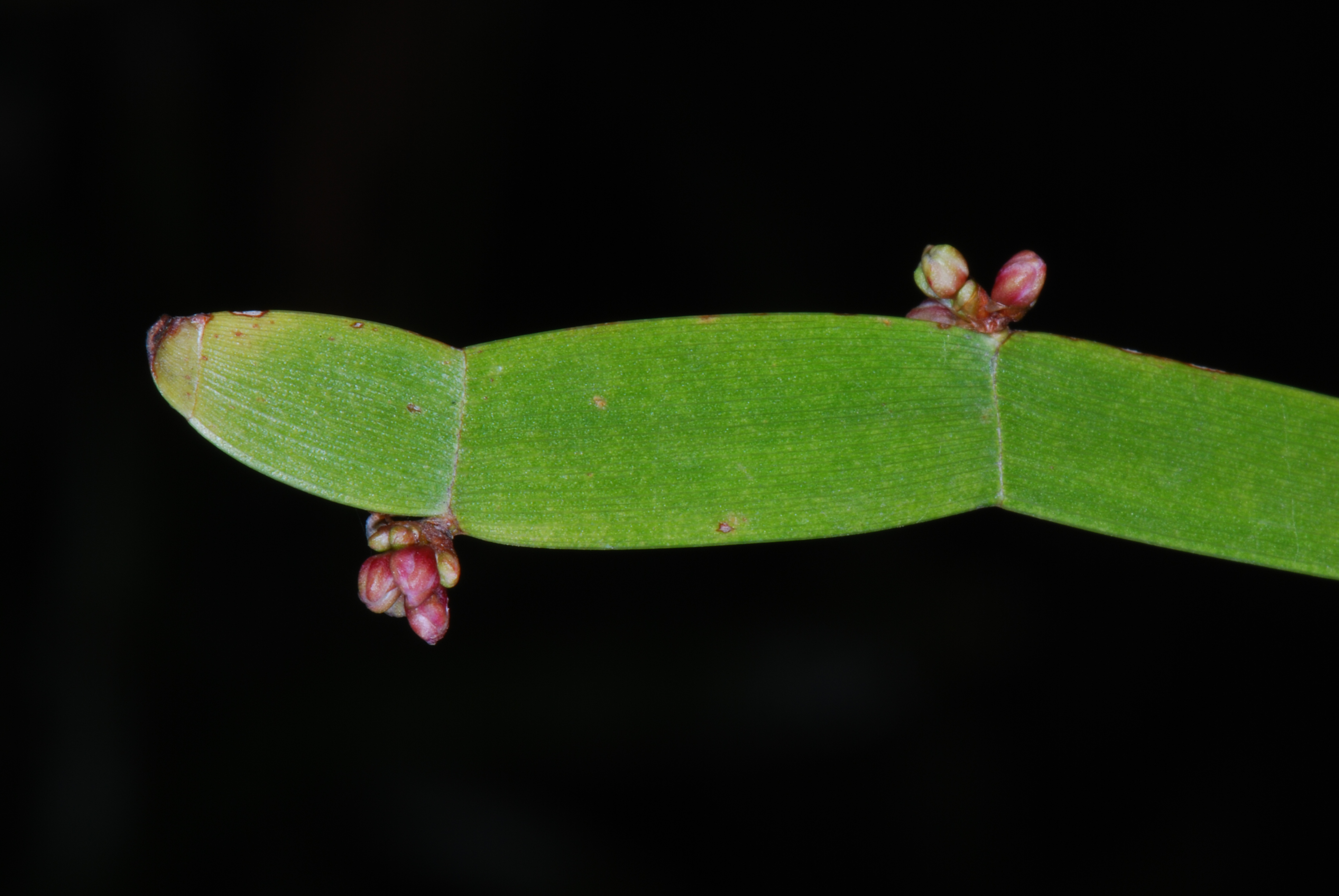
stengel van Homalocladium platycladum

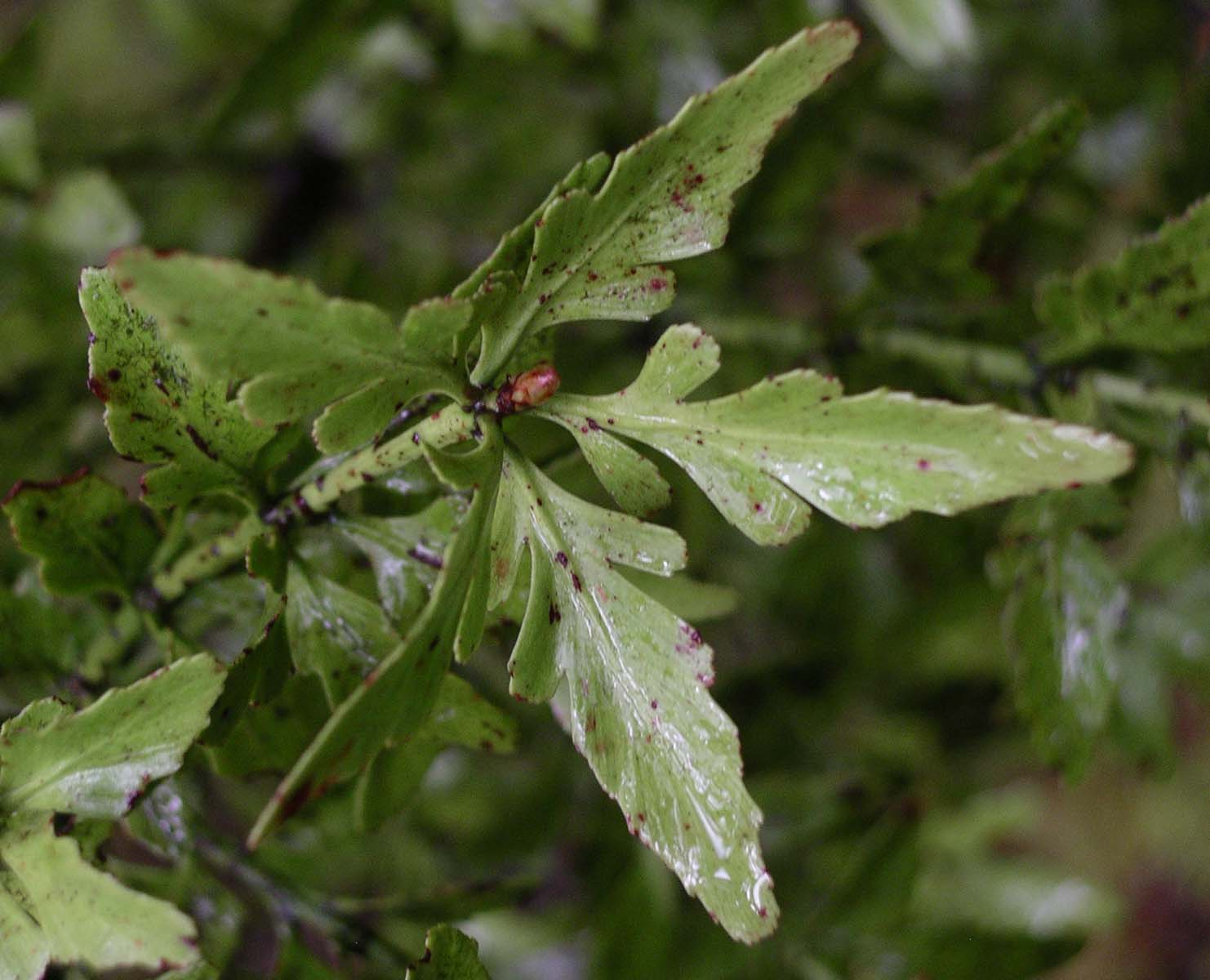
Cladodiën, die er uit zien als bladeren bij Phyllocladus alpinus

Cladodiën (enkelvoud: cladodium, synoniemen: cladofyl, fyllocladium) zijn stengels die een sterk bladachtig uiterlijk hebben. De echte bladeren zelf zijn dan vaak zeer sterk gereduceerd in vorm. De cladodiën hebben vele functies van de bladeren overgenomen en zijn dus fotosynthetisch actief. Cladodiën zijn echter stengels, daar ze in staat zijn om bladeren, bloemen en vruchten te dragen, iets wat echte bladeren niet kunnen.
Er zijn in principe twee typen bladachtige stengels te onderscheiden. Een fyllocladium heeft een beperkte groei en bepaalde vorm, zoals bij muizendoorn (Ruscus spp.). Een cladodium heeft een onbeperkte groei en onbepaalde vorm, zoals bij Homalocladium platycladum
Voorbeelden:
- Cactussen zijn bekende voorbeelden van planten met cladodiën. De groene bladachtige delen zijn eigenlijk gemodificeerde stengels, terwijl de bladeren gereduceerd zijn en snel afvallen, of gewoonlijk zelfs afwezig.
- Muizendoorn (Ruscus) heeft bladachtige verbrede takjes, waarop zich de bloemen en vruchten ontwikkelen.

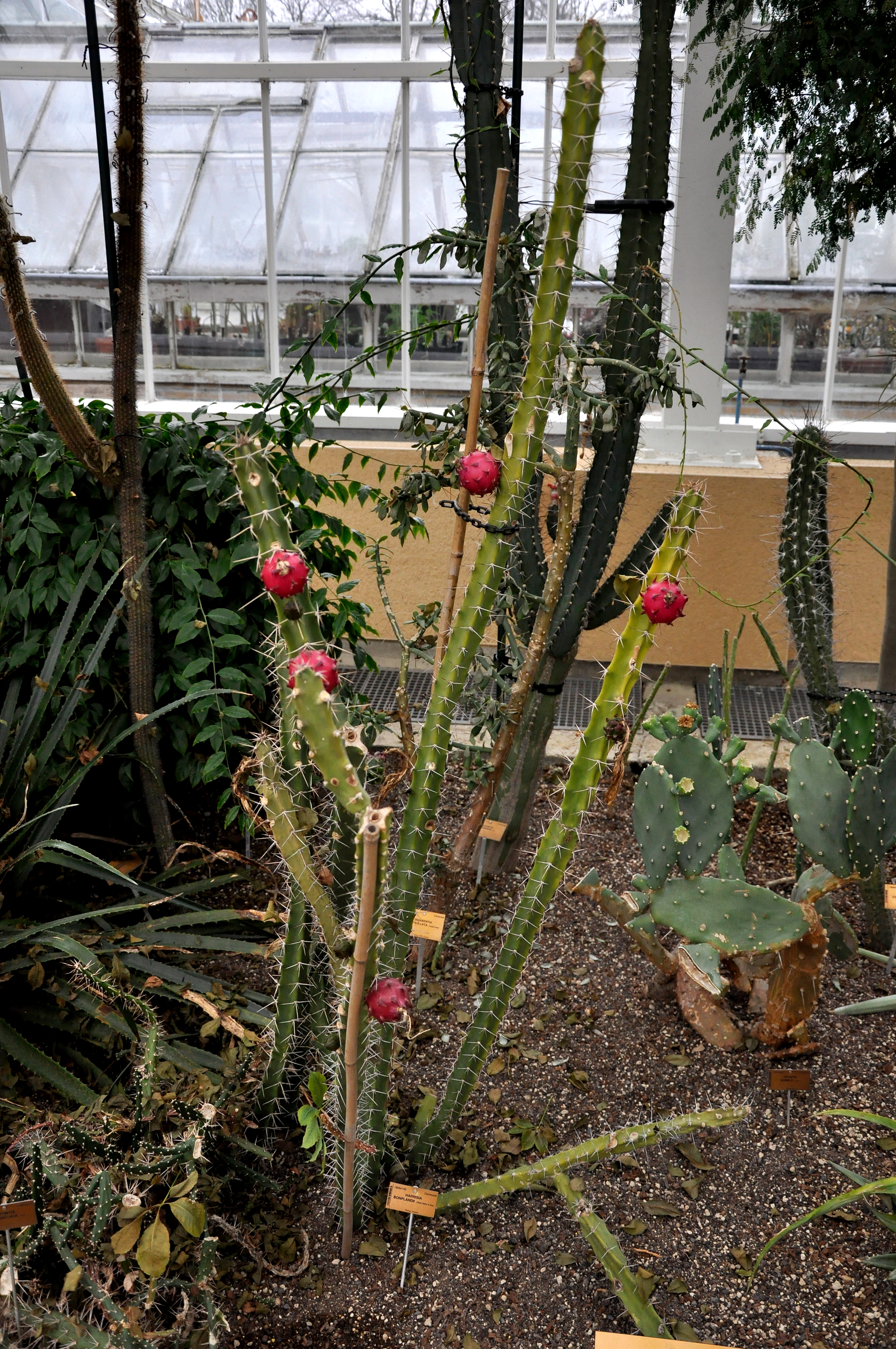
Bij Harrisia bonplandii met op de stengels groeiende bloemen. (Nationale Plantentuin van België)
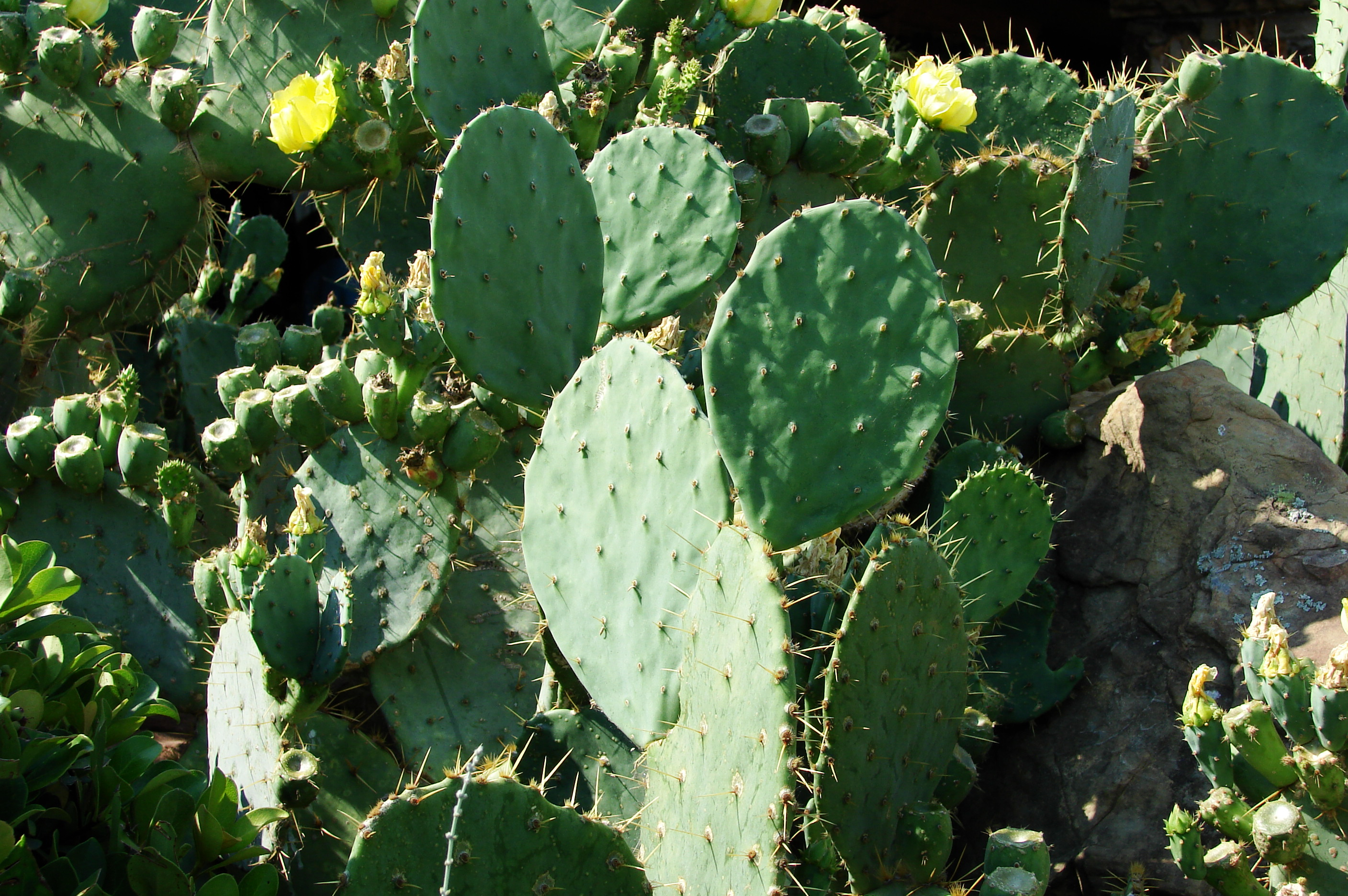
Opuntia spec. met schijfvormige stengeldelen
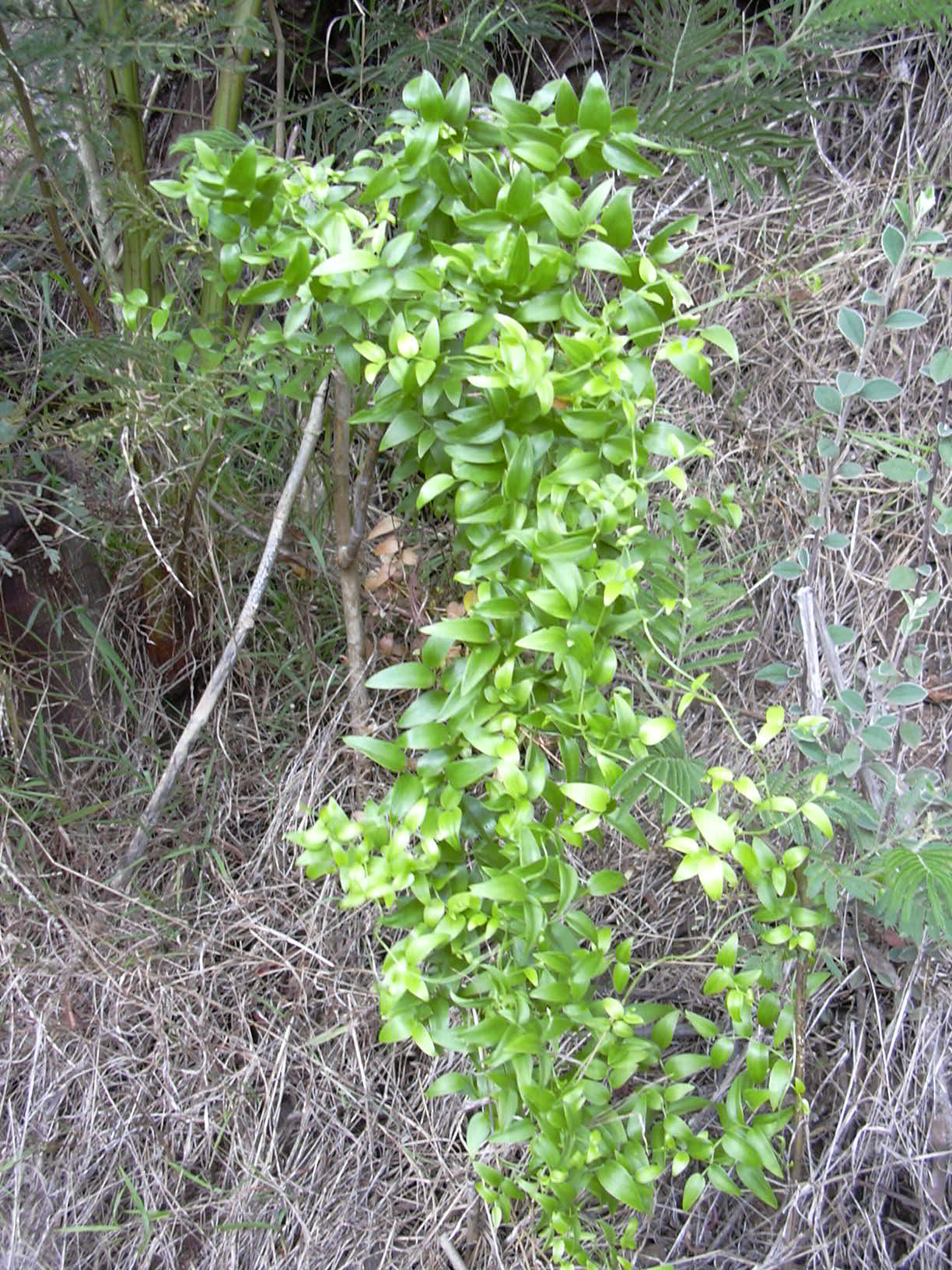
Asparagus asparagoides met cladodiën